# Невинен до доказване на противното
„Невинен до доказване на противното“ (на английски: Presumed Innocent) е американски трилър от 1990 година, адаптация на едноименния роман на Скот Търоу от 1987 г. Режисиран е от Алън Пакула, който е съсценарист заедно с Франк Пиърсън. Във филма участват Харисън Форд, Брайън Денехи, Рол Джулия, Бони Беделия, Пол Уинфилд и Грета Скаки.